# 高茎紫菀
高茎紫菀（学名：Aster procerus）为菊科紫菀属下的一个种。

## 扩展阅读
- 維基物種上的相關：高茎紫菀